# Sénécas
Les Sénécas ou Tsonnontouans (en seneca : Onödowáʼga ; « les gens de la grande montagne ») constituent un peuple autochtone d'Amérique du Nord faisant partie de la Confédération iroquoise. Pendant la guerre d'indépendance américaine et la guerre anglo-américaine de 1812, ils s'allient aux Britanniques, malgré des conflits armés antérieurs avec eux. Leur nombre est évalué à approximativement 1 000 personnes au Canada[réf. nécessaire] et 8 000 aux États-Unis.

## Origine du nom
L’origine du nom de la tribu vient du « onöndowaga » et signifie « les personnes de la grande colline (ou montagne) ». Durant l'Ancien Régime, le nom de Tsonnontouans ou Sonont8ehronons demeure plus usité, notamment par les Français,,. Le nom du peuple au singulier est « sénéca » ou « tsonnontouan ».

## Histoire

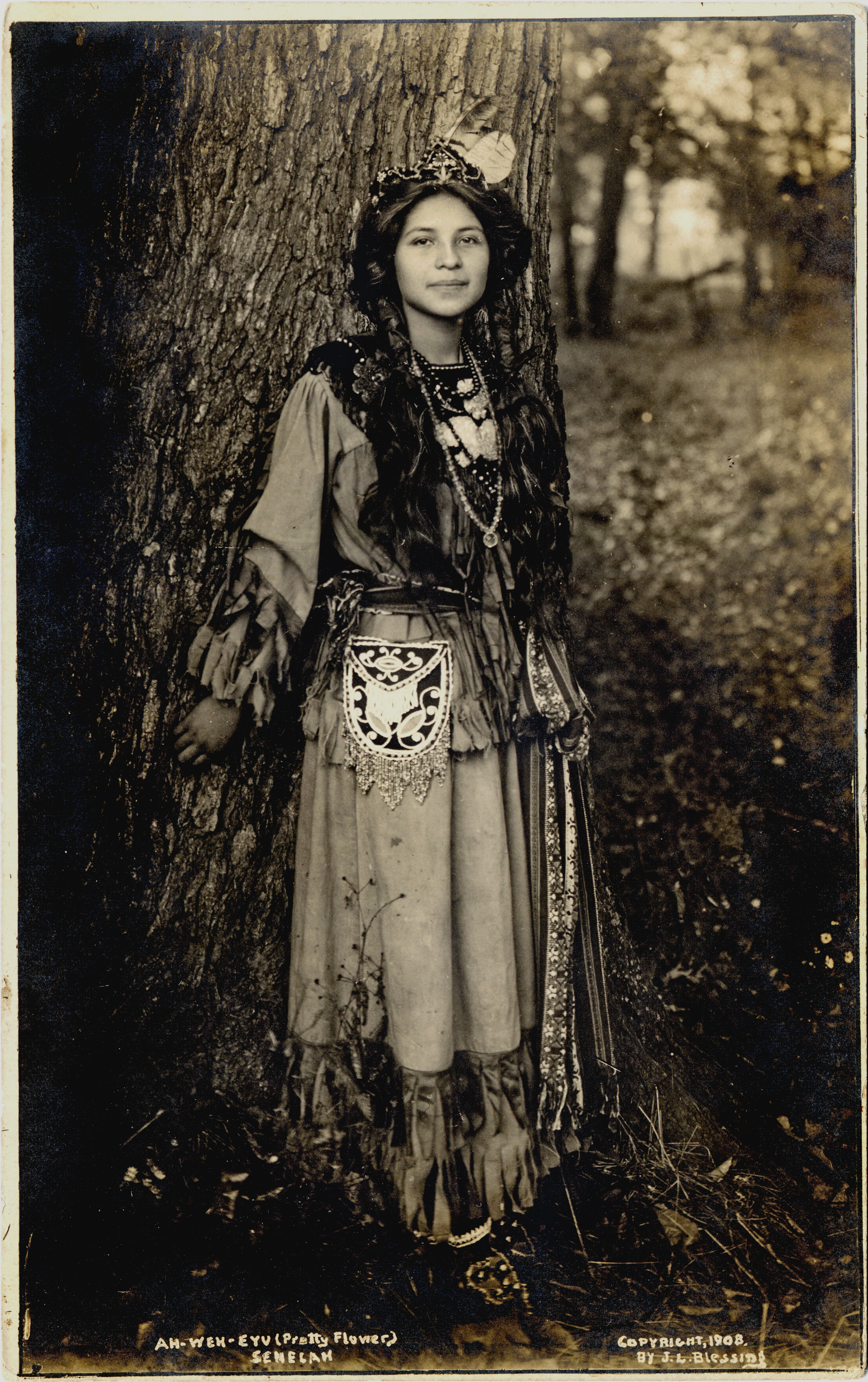
Photographie de Ah-Weh-Eyu (« jolie fleur »), femme sénéca, en 1908.

Les Sénécas vivaient traditionnellement dans ce qui est aujourd'hui l'État de New York, entre la rivière Genesee et le lac Canandaigua. Des récentes découvertes archéologiques montrent que leur territoire s’étendait jusqu’à la rivière Allegheny, notamment après que les Iroquois eurent anéanti les tribus wenro et ériée.
Les Sénécas cultivaient le maïs, les haricots et les courges, selon la technique des trois sœurs, et pratiquaient la chasse et la pêche.
Puisque le territoire des Sénécas se situait davantage à l'ouest, ils étaient notamment connus sous le nom de « gardiens de la porte occidentale ». Étant un peuple sédentaire, la majorité des villages étaient protégés de palissades de bois. Ganondagan, composé de 150 maisons longues, était le village sénéca le plus imposant du XVIIe siècle. Les femmes sénécas étaient les principales dispensatrices de soins et pratiquantes de l'agriculture tandis que les hommes chassaient ou cherchaient de nouvelles zones de peuplement.
Les Sénécas ont été impliqués dans le commerce de la fourrure à un stade précoce, en particulier avec les Hollandais. Grâce à ce commerce, les Sénécas ont été parmi les premières tribus indigènes de leur région à avoir accès aux armes à feu dès le début du XVIIe siècle.
Les Sénécas avaient une qualification particulière en matière de guerre et ils étaient de puissants et de féroces adversaires. Pourtant, ils étaient reconnus pour leur diplomatie et leur volonté de s'unir aux cinq autres nations d'origine. Les Sénécas étaient souvent en guerre avec les Algonquins à l'est et les Hurons à l'ouest et au nord. Ils possédaient également une milice qui était envoyée en mission pour avoir l’hégémonie d’une région du territoire. 
Ils entretiennent par ailleurs des relations souvent conflictuelles avec les forces colonisatrices de la Nouvelle-France. Le gouverneur Denonville mène une expédition contre les Sénécas en 1687, où il fait détruire l'ensemble de leurs villes. Ceux-ci se vengent toutefois lors du massacre de Lachine en 1689 qui se traduit par une défaite des Français.  
Par la suite, et subséquemment à la construction par les Français du fort Niagara vers 1720, les Sénécas s'allient avec ceux-ci dans les conflits qui les opposent aux Britanniques. En 1763, après que les colons britanniques affirment leur domination en Amérique en ratifiant le Traité de Paris avec les Français, les Sénécas joignent le chef Pontiac dans sa rébellion contre les Anglais nouvellement arrivés dans la région des Grands Lacs, région voisine du territoire sénéca. Cette prise de position est en discordance avec les positions des autres nations de la Confédération iroquoise qui, elles, ne se sont pas impliquées dans le conflit.  
Lors de la guerre d'indépendance américaine en 1775 et de la guerre anglo-américaine de 1812, les Sénécas s'allient malgré tout aux Britanniques, et non aux Américains qui réclamaient l'indépendance vis-à-vis la couronne britannique. Malgré cette position, qu'un seul petit nombre de Sénécas décide de suivre le chef de guerre Joseph Brant et de partir vers le nord pour s'établir dans la réserve des Six Nations en territoire britannique. La majorité d'entre eux demeurent aux États-Unis et négocient la paix avec les Américains pour l'établissement de réserves.  

## Culture
L'organisation sociale des Sénécas repose traditionnellement sur un système de clans où les membres descendent d'ancêtres communs masculins ou féminins. 
Beaucoup de Sénécas se sont convertis au christianisme lors de l'arrivée des colonisateurs en Amérique, bien qu'un nombre notable de personnes soient restées fidèles à la spiritualité enseignée par Handsome Lake (en), un chef religieux. 

## Personnalités liées
- Red Jacket (1758-1830), chef orateur des Sénécas, membre du clan Seneca Wolf et messager des Britanniques à l’époque de la Révolution américaine, il avait l’habitude de porter un manteau rouge fourni par les Britanniques.

- Lewis Henry Morgan (1818-1881), avocat qui étudia de près les Sénécas, il les défend lorsque la Ogden Land Company voulait les priver d’une partie de leurs terres.

- Lewis Bennett, dit « Deerfoot » (1828-1896), un coureur à pied qui s'illustra aux États-Unis et en Angleterre par de nombreux records du monde dans les épreuves d'endurance, notamment celui de l'heure avec 18,589 km en 1863, record qui demeura insurpassé durant plus de trente ans.
- Cornplanter (1740-1836), chef de guerre sénéca qui négocie notamment l'achat des terres de la réserve des Six Nations
- John Big Tree (1877-1967), un acteur qui joue dans plusieurs films lors de la première moitié du XXe siècle.

## Dans la culture populaire
La saison 1 de la série Dexter New Blood se déroule en partie aux alentours d'une réserve sénéca.